# التغذية والحمل

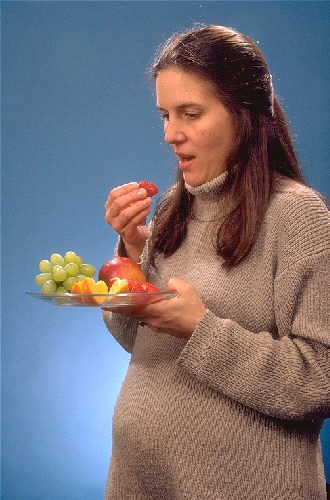
امرأة حامل تأكل فواكه

يُقصد بـالتغذية والحمل كمية العناصر الغذائية التي يتم تناولها والتخطيط الغذائي الذي يتم قبل الحمل وخلاله وبعده. تبدأ تغذية الجنين مع بداية الحمل، ولهذا السبب تعد تغذية الأم مهمة منذ بداية الحمل (على الأغلب يكون منذ عدة شهور قبل الحمل) وكذلك طوال فترة الحمل والرضاعة الطبيعية. وقد أظهر عدد متزايد من الدراسات أن تغذية الأم سيكون لها تأثير على الطفل، بما في ذلك خطر الإصابة بالسرطان وأمراض القلب والأوعية الدموية وارتفاع ضغط الدم ومرض السكر طوال الحياة.
قد يتسبب تناول المرأة الحامل لكمية غير كافية أو مفرطة من بعض العناصر الغذائية في حدوث تشوهات أو مشاكل طبية عند الجنين. كما أن النساء الحوامل اللواتي يعانين من سوء التغذية يعرضن الأجنة لمخاطر الإصابة باضطربات عصبية وإعاقات. يولد ما يُقدر بحوالي 24% من الأطفال في جميع أنحاء العالم بوزن أقل من وزن الولادة الطبيعي المثالي بسبب وجود نقص في التغذية السليمة. وأيضًا يمكن لبعض العادات الشخصية مثل شرب المشروبات الكحولية أو كميات كبيرة من الكافيين أن تؤثر سلبًا وبشكل لا رجعةَ فيه على نمو الطفل، والذي يحدث في المراحل الأولى من الحمل.
يرتبط استهلاك الكافيين خلال الحمل بازدياد خطر سقوط الجنين. تُرجّح الأبحاث المتاحة بأن فوائد تناول لحوم الأسماك خلال الحمل تفوق أضراره، ولكن يبقى نوع السمك مهمًا. يعد حمض الفوليك وهو شكل اصطناعي لفيتامين الفوليت بالغ الأهمية في مرحلة ما قبل وقوع الحمل.

## التغذية قبل الحمل
قد يُحتمل حدوث إفراط في تناول المكملات الغذائية كما هو الحال في معظم الحميات، ولهذا تدعو التوصيات الحكومية والطبية كمشورة عامة الأمهات إلى اتباع التعليمات الخاصة المدرجة على عبوات الفيتامينات حول الحاجة الغذائية اليومية الصحيحة أو المُوصى بها. يؤدي الاستهلاك اليومي للحديد في مرحلة ما قبل الإنجاب إلى تحسن ملحوظ في وزن الطفل عند ولادته، ويُحتمل أن يقلل من خطر وزن الولادة المنخفض.
- يُوصى بتناول مكملات حمض الفوليك قبل الحمل لمنع تطور تشقق في العمود الفقري وغيرها من عيوب الأنبوب العصبي. يتوجب تناولها بمقدار 0.4 مغ/يوميًا على الأقل خلال الثلت الأول من الحمل، وبمقدار 0.6 مغ/يوميًا حتى نهاية الحمل، وبمقدار 0.5 مغ/يوميًا خلال فترة الإرضاع، وهذا بالإضافة إلى تناول الأطعمة الغنية بحمض الفوليك على غرار الخضروات الورقية الخضراء.[8]
- كثيرًا ما تكون مستويات اليود عند النساء الحوامل منخفضة جدًا. يعد اليود ضروريًا لتؤدي الغدة الدرقية عملها بصورة طبيعية وأيضًا تلعب دورًا في النمو العقلي للجنين وحتى لمتلازمة نقص اليود الخلقي. ينبغي على النساء الحوامل أخذ فيتامينات تحتوي على اليود في مرحلة ما قبل الولادة.[9]
- تختلف مستويات فيتامين دي باختلاف مقدار التعرض لأشعة الشمس. افتُرِضَ سابقًا بأن أخذ مكملات فيتامين دي كان ضروريًا فقط في المناطق الباردة الواقعة على خطوط عرض عالية (أي قريبة من القطبين الشمالي أو الجنوبي)، ولكن أظهرت دراسات حديثة لمستويات فيتامين دي عند الأفراد في جميع أنحاء الولايات المتحدة والعديد من البلدان الأخرى، وجود عدد كبير من النساء اللواتي لديهن مستويات منخفضة من فيتامين دي. ولهذا السبب فقد تزايدت الدعوات للتوصية بأخذ مكمل بمقدار 1000 وحدة دولية من فيتامين دي يوميًا طوال فترة الحمل.[10]
- وجِدَ أن عدد كبير من النساء الحوامل لديهن مستويات منخفضة من فيتامين بي 12، ولكن لم تثبت فعالية أخذ المكملات الخاصة في تحسين نتيجة الحمل أو صحة المولودين حديثًا.[11]
- إن الدهون غير المشبعة المتعددة وتحديدًا حمض الدوكوساهكساينويك (DHA) وحمض الإيكوسابنتاينويك (EPA) مفيدة جدًا في تطور الجنين. فقد أظهرت دراسات عدة انخفاضًا صغيرًا في عدد حالات الولادة المبكرة والوزن المنخفض عند الولادة للأمهات اللواتي كان استهلاكهن أعلى من هذه الدهون.[12][13] تعد الأسماك الزيتية أفضل مصدر غذائيّ لحموض أوميغا-3 الدهنية. كما يمكن الحصول على حموض أوميغا-3 الدهنية من بذور الكتان والجوز وبذور اليقطين.[محل شك][14]
- الحديد أساسي وضروري من أجل النمو الطبيعي للجنين والمشيمة ولا سيما خلال الثلثين الثاني والثالث من الحمل. كما أنه يلعب دورًا أساسيًا في إنتاج الهيموغلوبين. لا يوجد دليل على أن مستويات الهيموغلوبين البالغة قيمتها 7 غرامات لكل 100 ميليلتر وما فوق تضر بالحمل، ولكن يجب الاعتراف بما يمثله النزف التوليدي كمسبب رئيسي لوفيات الأمهات في جميع أنحاء العالم، لذا تعد القدرة الاحتياطية على حمل الأكسجين أمرًا مرغوبًا فيه. وخلُصت إحدى المراجعات العلمية إلى تقليل مكملات الحديد من خطر الإصابة بفقر الدم الأمومي وعوز الحديد في الحمل، أما بالنسبة للتأثير الإيجابي التي تعود به على النتائج الأخرى المرتبطة بالأم والرضع فهي أقل وضوحًا.[15]

## التغذية خلال الحمل
وضع كل من الاتحاد الأوروبي والولايات المتحدة توصيات بالكميات السليمة الواجب تناولها من الفيتامينات والمعادن خلال الحمل والإرضاع. الكميات الواردة في الجدول أدناه هي أعلى من التوصيات الأوروبية والأمريكية. تُدرج المراجع بصورة منفصلة التوصيات الخاصة بفترة الحمل وبالإرضاع. وقد عُينت التوصيات سواء أكانت الأمريكية والمسماة «الكميات الغذائية المسموحة والموصى بها» (بالإنجليزية: Recommended Dietary Allowances، اختصارًا: RDA) أو الأوروبية المسماة «الكميات الغذائية المرجعية للسكان» (بالإنجليزية: Population Reference Intake، اختصارًا: PRI) بقيم أعلى مما جرى تحديده كمتوسط المتطلبات؛ ويكمن الهدف من هذا بغية معالجة النساء اللواتي في حاجة إلى كميات أعلى من المتوسط. لا تتوفر في حالة بعض المغذيات المعلومات الكافية من أجل تحديد الكمية المُوصى بها ولهذا السبب يُستخدم مصطلح «الكمية الكافية» (بالإنجليزية: Adequate Intake، اختصارًا: AI) استنادًا إلى الكمية التي يبدو أنها كافية.
| المغذيات                   | الكميات الغذائية المسموحة والموصى بها (الولايات المتحدة) أو الكمية الكافية | الكميات الغذائية المرجعية للسكان (الاتحاد الأوروبي) أو الكمية الكافية | الوحدة    |     |      |    |
| -------------------------- | -------------------------------------------------------------------------- | --------------------------------------------------------------------- | --------- | --- | ---- | -- |
| المغذيات                   | الكميات الغذائية المسموحة والموصى بها (الولايات المتحدة) أو الكمية الكافية | الكميات الغذائية المرجعية للسكان (الاتحاد الأوروبي) أو الكمية الكافية | فيتامين A | 900 | 1300 | µg |
| فيتامين C                  | 90                                                                         | 155                                                                   | mg        |     |      |    |
| فيتامين D                  | 15                                                                         | 15*                                                                   | µg        |     |      |    |
| فيتامين K                  | 120*                                                                       | 70*                                                                   | µg        |     |      |    |
| ألفا-توكوفيرول (فيتامين E) | 15                                                                         | 11*                                                                   | mg        |     |      |    |
| فيتامين B1                 | 1.2                                                                        | 1.0                                                                   | mg        |     |      |    |
| فيتامين B2                 | 1.3                                                                        | 2.0                                                                   | mg        |     |      |    |
| نياسين (فيتامين B3)        | 16                                                                         | 16                                                                    | mg        |     |      |    |
| فيتامين B5                 | 5*                                                                         | 7*                                                                    | mg        |     |      |    |
| فيتامين B6                 | 1.3                                                                        | 1.8                                                                   | mg        |     |      |    |
| بيوتين (فيتامين B7)        | 30*                                                                        | 45*                                                                   | µg        |     |      |    |
| حمض الفوليك (فيتامين B9)   | 400                                                                        | 600                                                                   | µg        |     |      |    |
| فيتامين B12                | 2.4                                                                        | 5.0*                                                                  | µg        |     |      |    |
| كولين                      | 550*                                                                       | 520*                                                                  | mg        |     |      |    |
| كالسيوم                    | 1000                                                                       | 1000                                                                  | mg        |     |      |    |
| كلوريد                     | 2300*                                                                      | NE†                                                                   | mg        |     |      |    |
| كروم                       | 35*                                                                        | NE†                                                                   | µg        |     |      |    |
| نحاس                       | 900                                                                        | 1500*                                                                 | µg        |     |      |    |
| فلوريد                     | 4*                                                                         | 2.9*                                                                  | mg        |     |      |    |
| يود                        | 150                                                                        | 200*                                                                  | µg        |     |      |    |
| حديد                       | 18                                                                         | 16                                                                    | mg        |     |      |    |
| مغنسيوم                    | 420                                                                        | 300*                                                                  | mg        |     |      |    |
| منغنيز                     | 2.3*                                                                       | 3.0*                                                                  | mg        |     |      |    |
| موليبدنوم                  | 45                                                                         | 65*                                                                   | µg        |     |      |    |
| فسفور                      | 700                                                                        | 550*                                                                  | mg        |     |      |    |
| بوتاسيوم                   | 4700*                                                                      | 4000*                                                                 | mg        |     |      |    |
| سيلينيوم                   | 55                                                                         | 85*                                                                   | µg        |     |      |    |
| صوديوم                     | 1500*                                                                      | NE†                                                                   | mg        |     |      |    |
| زنك                        | 11                                                                         | 14.9                                                                  | mg        |     |      |    |

*الكمية الكافية
†غير أكيد. لم يستطع الاتحاد الأوروبي التوصل إلى تحديد مقدار الكمية الكافية للصوديوم أو الكلوريد، ولا يعتبر الكروم من المعادن الغذائية الأساسية.

### سلامة الأغذية
يُنصَح النساء الحوامل بالانتباه إلى نوعية الأطعمة التي يتناولنها خلال فترة الحمل، لتقليل خطر التعرّض لمواد أو بكتيريا قد تُشكّل ضررًا على الجنين. وقد يشمل ذلك مسببات أمراض محتملة الخطورة مثل الليستيريا، وداء المقوسات، والسالمونيلا. كما أن تناول كميات كبيرة من الريتينول (فيتامين A) ارتبط بحدوث عيوب وتشوهات خلقية.

### الماء
خلال فترة الحمل، تزداد كتلة جسم المرأة بنحو 12 كغ (26 رطلاً). وتوصي الهيئة الأوروبية لسلامة الأغذية بزيادة مقدارها 300 مل يوميًا مقارنةً بالاستهلاك الطبيعي للنساء غير الحوامل، ليصل إجمالي الكمية الكافية من الماء (من الطعام والسوائل) إلى 2,300 مل يوميًا، أي ما يعادل نحو 1,850 مل يوميًا من السوائل فقط.

### الكافيين
يرتبط استهلاك الكافيين خلال فترة الحمل بزيادة خطر فقدان الحمل، وكذلك بزيادة خطر انخفاض وزن المولود، والمقصود به الوزن الأقل من 2500 غرام (5.5 أرطال). وتتفق كل من الهيئة الأوروبية لسلامة الأغذية والكلية الأمريكية لأطباء الأمراض النسائية والتوليد على أن الاستهلاك المعتاد للكافيين بحدود 200 ملغ يوميًا من قِبل النساء الحوامل لا يُثير مخاوف تتعلق بسلامة الجنين. أما وكالة معايير الغذاء في المملكة المتحدة فقد كانت توصي في السابق بألّا تتجاوز النساء الحوامل 300 ملغ من الكافيين يوميًا، لكنها خفّضت هذه التوصية في عام 2009 إلى أقل من 200 ملغ يوميًا.
قد يؤدي تناول جرعات عالية من الكافيين أثناء الحمل إلى زيادة خطر الإجهاض، بالإضافة إلى بعض النتائج السلبية، مثل ولادة جنين ميت أو انخفاض وزن المولود.
وقد شكك تحليل أُجري عام 2020 في المستويات الآمنة التي أوصت بها كل من الهيئة الأوروبية لسلامة الأغذية، والكلية الأمريكية لأطباء الأمراض النسائية والتوليد، وهيئة الخدمات الصحية الوطنية، والإرشادات الغذائية للأمريكيين. وخلص هذا التحليل إلى أن الأدلة العلمية الحالية لا تدعم اعتبار الاستهلاك المعتدل للكافيين خلال الحمل آمنًا، ونصح النساء الحوامل أو من يخططن للحمل بتجنب الكافيين.

### الأسماك وأحماض أوميغا 3 الدهنية
يُنصَح بتناول الأسماك أثناء الحمل وفقًا للتوصيات الأوروبية، والأسترالية، والأمريكية. ويُعزى السبب في ذلك إلى أن الأسماك الدهنية مثل السلمون والتونة تحتوي على حمض الإيكوسابنتاينويك وحمض الدوكوساهكساينويك. وتُعرف هذه الأحماض باسم الأحماض الدهنية أوميغا 3، وتُعد ضرورية لتطور الجهاز العصبي للجنين. بالإضافة إلى ذلك، تُعد الأسماك مصدرًا جيدًا لفيتامينات A وD وB12، وكذلك لمعدن اليود.
نظرًا لاحتمال تأثير المعادن الثقيلة سلبًا على نمو الجهاز العصبي لدى الجنين، تشعر العديد من الأمهات بالقلق من تناول الأسماك أثناء الحمل. ومع ذلك، تُشير الأبحاث الحالية إلى أن فوائد تناول الأسماك خلال الحمل تفوق المخاطر، شريطة الانتباه إلى نوع الأسماك المُستهلكة. وتُوصي الدراسات الحديثة بتناول 2 إلى 3 مرات أسبوعيًا من الأسماك التي تحتوي على نسب منخفضة من الميثيل الزئبقي، حيث تُعد آمنة ومفيدة خلال فترة الحمل. يتراكم الزئبق في الأسماك من خلال نظامها الغذائي (تراكم بيولوجي). وكقاعدة عامة، تحتوي الأسماك التي تعيش لفترات أطول على نسب أعلى من الزئبق. أما الأسماك التي تعيش لفترات أقصر، فتحتوي على نسب أقل من الزئبق. ومع ذلك، من المهم الإشارة إلى أن تراكم المعادن في الأسماك يتأثر أيضًا بالموقع الجغرافي، مما يجعل من الصعب تقديم توصيات عالمية دقيقة بخصوص أنواع الأسماك المناسبة. كبديل لتناول الأسماك، يمكن استخدام مكملات زيت السمك الغذائية التي تحتوي على كل من EPA وDHA، أو زيوت مشتقة من الطحالب تحتوي فقط على DHA. وقد نشرت صحيفة نيويورك تايمز تقريرًا عن تحليل مخبري لـ30 نوعًا شائعًا من مكملات زيت السمك، وكشف أن بعض هذه المنتجات تحتوي على كميات من DHA أقل مما هو مذكور على الملصق. أما من ناحية السلامة، فقد "احتوت جميع المنتجات التي خضعت للاختبار على مستويات منخفضة جدًا من الزئبق، تراوحت بين جزء إلى ستة أجزاء في المليار لكل حصة، وهي نسبة أقل بكثير من الحد الأعلى للسلامة البالغ 100 جزء في المليار الذي حددته المنظمة العالمية لـ EPA وDHA أوميغا-3، وهي جهة تمثل قطاع الصناعة."

## التغذية بعد الحمل
يُعدّ التغذّي السليم بعد الولادة أمرًا مهمًا لمساعدة الأم على التعافي، ولتوفير طاقة غذائية وعناصر غذائية كافية لتتمكن من إرضاع طفلها. النساء اللواتي لديهن مستوى فيريتين الدم أقل من 70 ميكروغرام/لتر قد يحتجن إلى تناول مكملات الحديد للوقاية من فقر الدم بسبب نقص الحديد خلال فترة الحمل وما بعد الولادة.
وخلال فترة الإرضاع، قد تحتاج الأم إلى زيادة استهلاكها من الماء، إذ إن حليب الإنسان يتكوّن من 88% ماء، ويوصي معهد الطب بأن ترفع المرأة المُرضعة كمية الماء التي تتناولها بنحو 300 مل يوميًا، ليصل إجمالي استهلاكها إلى 3000 مل يوميًا (من الطعام والشراب)، أي ما يقارب 2400 مل يوميًا من السوائل فقط.

## مزيد من القراءة
- "Nutrition During Pregnancy Resource List for Consumers" (PDF). USDA NAL Food and Nutrition Information Center. مؤرشف من الأصل (PDF) في 2014-06-11.
- Health Education Authority (1996) Folic acid - what all women should know (leaflet) London:HEA